# Марин, Корнел
Корнел Марин (рум. Cornel Marin, р. 19 января 1953) — румынский фехтовальщик, призёр Олимпийских игр. Заслуженный мастер спорта Румынии (1981).

## Биография
Родился в 1953 году в Бухаресте.
В 1974 году завоевал серебряную медаль чемпионата мира. В 1975 году стал бронзовым призёром чемпионата мира. В 1976 году стал обладателем бронзовой медали Олимпийских игр в Монреале. В 1977 году вновь стал серебряным призёром чемпионата мира. В 1980 году принял участие в Олимпийских играх в Москве, но не завоевал наград. В 1984 году завоевал бронзовую медаль Олимпийских игр в Лос-Анджелесе.